# آدام گوزینسکی
آدام گوزینسکی (لهستانی: Adam Guziński؛ زادهٔ ۲۲ دسامبر ۱۹۷۰) یک کارگردان فیلم، فیلم‌نامه‌نویس اهل لهستان است.
فیلم «پسر سوار بر اسب تاخت‌کننده» در جشنواره فیلم کن ۲۰۰۶ به‌نمایش درآمد.